# Waltalingen
Waltalingen (toponimo tedesco) è una frazione del comune di Stammheim, nel Canton Zurigo, costituito il 1° gennaio 2019. Fino al 31 dicembre 2018 era un comune autonomo.

## Storia
Il 24 settembre 2017 gli elettori di Oberstammheim, Unterstammheim e Waltalingen hanno deciso di fondersi creando il comune di Stammeheim a partire dal 1° gennaio 2019

## Monumenti e luoghi d'interesse

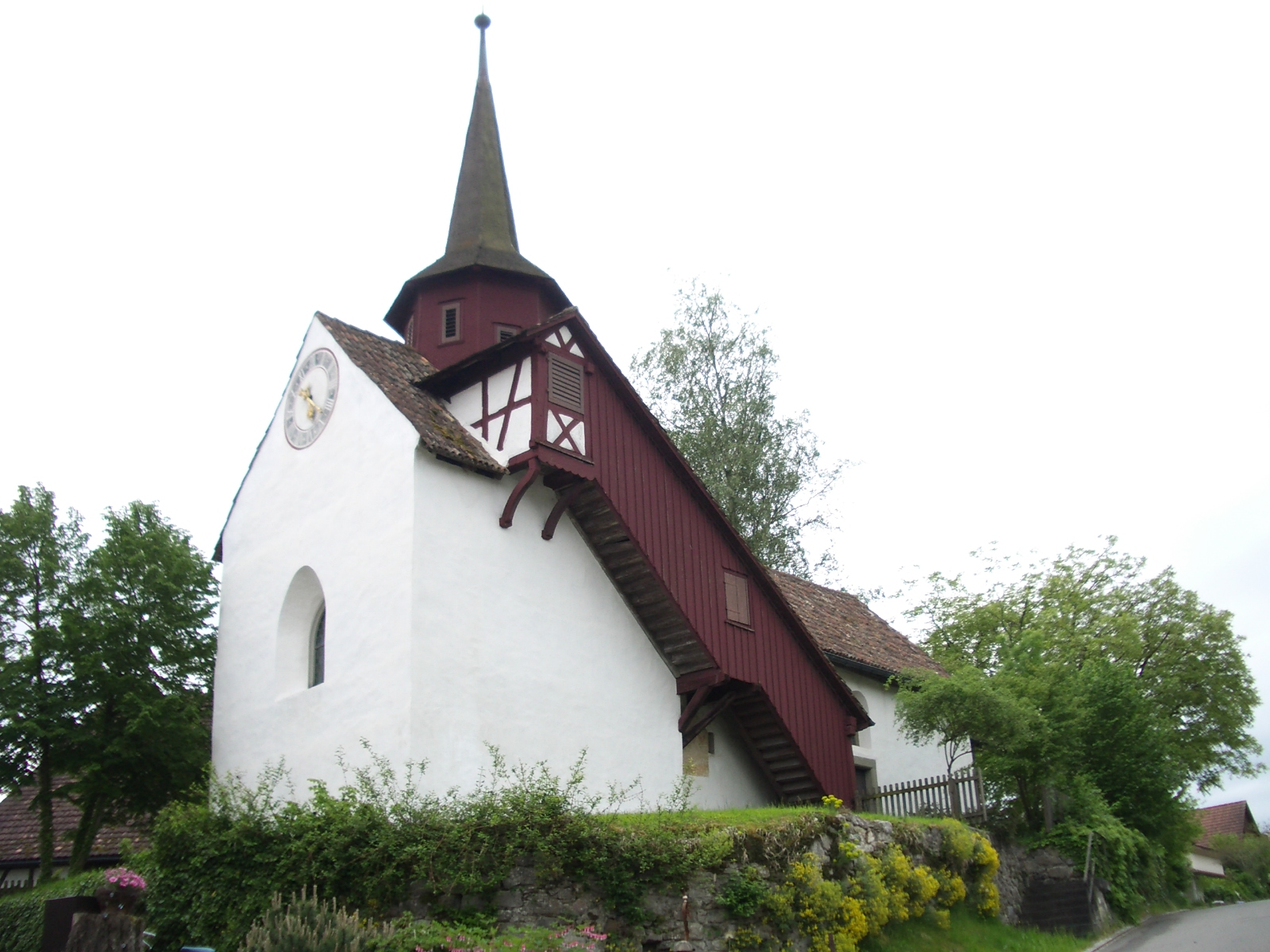
La chiesa di Sant'Antonio

- Chiesa riformata di Sant'Antonio, eretta nel tardo Medioevo[3];
- Castello di Girsberg, attestato dal XIII secolo[3];
- Castello di Schwandegg, attestato dal XIII secolo[3].

## Società

### Evoluzione demografica
L'evoluzione demografica è riportata nella seguente tabella:
Abitanti censiti

## Amministrazione

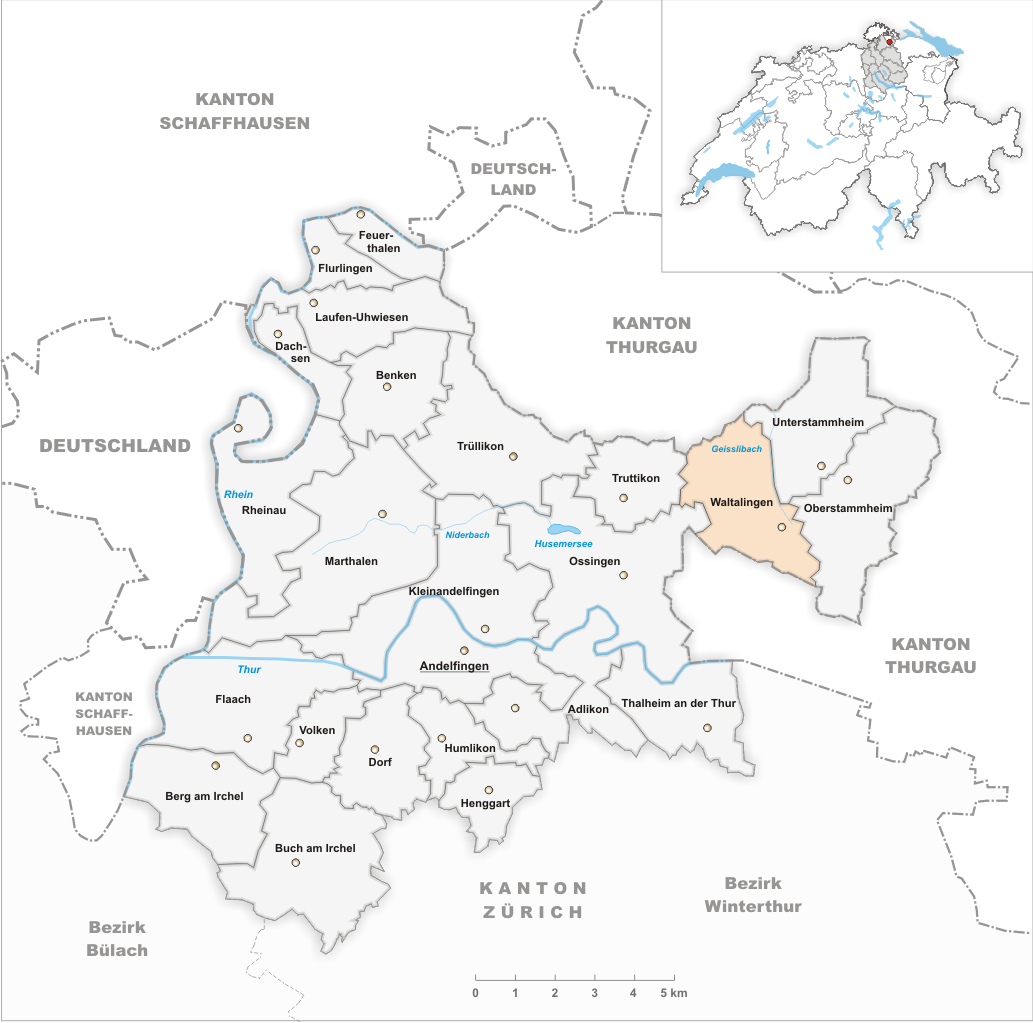
Il comune di Waltalingen prima della fusione del 1° gennaio 2019

Ogni famiglia originaria del luogo fa parte del cosiddetto comune patriziale e ha la responsabilità della manutenzione di ogni bene ricadente all'interno dei confini del comune.